# Народное собрание Ингушетии
Наро́дное собра́ние Респу́блики Ингуше́тия (ингуш. Гӏалгӏай Республика Халкъа Гуллам) — законодательный (представительный) однопалатный орган государственной власти Ингушетии, является постоянно действующим высшим и единственным органом законодательной власти республики. Народное собрание Ингушетии состоит из 32 депутатов, избираемых сроком на 5 лет. Депутатом Народного Собрания может быть избран гражданин Российской Федерации, достигший 21 года.

## Фракции
| Фракция             | Руководитель | Кол-во депутатов |
| ------------------- | ------------ | ---------------- |
| Единая Россия       |              | 27               |
| Справедливая Россия |              | 3                |
| ЛДПР                |              | 2                |

## Комитеты
- Комитет по законодательству, законности, правопорядку и безопасности
- Комитет по экономической политике
- Комитет по бюджету, налогам и финансам
- Комитет по образованию, науке и культуре
- Комитет по здравоохранению, социальной политике и труду
- Комитет по межнациональным и международным отношениям, связям с общественными и религиозными объединениями
- Комитет по аграрной политике, природопользованию и охране окружающей среды

## Председатели
1. Мурат Юсупович Келигов
2. Висангирей Вахаевич Гагиев
3. Магомед Асхабович Султыгов
4. Руслан Султанович Плиев
5. Махмуд Султанович Сакалов
6. Мухарбек Ильясович Дидигов
7. Магомед Бексултанович Татриев
8. Мухарбек Магомедгиреевич Дикажев
9. Зялимхан Султанхамидович Евлоев
10. Магамет Джабраилович Яндиев

## Представитель в Совете Федерации
Представителем от Парламента Ингушетии в Совете Федерации с 3 октября 2016 года является Хамчиев Белан Багаудинович.